# النموذج الاقتصادي القياسي
النماذج الاقتصادية الاساسية هي نماذج إحصائية مستخدمة في الاقتصاد القياسي. يحدد نموذج الاقتصاد القياسي، العلاقة الإحصائية التي يُعتقد أنها تصف العلاقية بين المتغيرات والعوامل الاقتصادية المختلفة المتعلقة بظاهرة اقتصادية معينة. النموذج الاقتصادي القياسي يمكن أن يستمد من حتمية النموذج الاقتصادي من خلال السماح لعدم اليقين، أو من النموذج الاقتصادي الذي يحمل بحد ذاته شيء من العشوائية. ومع ذلك، من الممكن أيضًا استخدام نماذج الاقتصاد القياسي غير المرتبطة بأي نظرية اقتصادية محددة.
مثال بسيط لنموذج الاقتصاد القياسي هو الذي يفترض أن الإنفاق الشهري من قبل المستهلكين يعتمد خطيًا على دخل المستهلكين في الشهر السابق. ثم يتكون النموذج من المعادلة
{\displaystyle C_{t}=a+bY_{t-1}+e_{t},}
حيث Ct هو إنفاق المستهلك في الشهر t، وYt-1 هو الدخل خلال الشهر السابق، وet هو مصطلح خطأ يقيس مدى عدم قدرة النموذج على شرح الاستهلاك بالكامل. ومن ثم فإن أحد أهداف الاقتصادي القياسي هو الحصول على تقديرات للمعاملات a وb؛ هذه القيم المقدرة للمعاملات، عند استخدامها في معادلة النموذج، تتيح التنبؤات لقيم الاستهلاك المستقبلية التي يجب أن تكون متوقفة على دخل الشهر السابق.

## التعريف الرسمي
في الاقتصاد القياسي، كما هو الحال في الإحصاء بشكل عام، من المفترض مسبقًا أن الكميات التي يتم تحليلها يمكن التعامل معها كمتغيرات عشوائية. نموذج الاقتصاد القياسي إذن هو مجموعة من التوزيعات الاحتمالية المشتركة التي من المفترض أن ينتمي إليها التوزيع الاحتمالي الحقيقي المشترك للمتغيرات قيد الدراسة. في الحالة التي يمكن فيها فهرسة عناصر هذه المجموعة بعدد محدود من المتغيرات ذات القيمة الحقيقية، يُطلق على هذا النموذج نموذج حدودي ؛ وإلا فهو نموذج غير معلمي أو شبه معلمي. جزء كبير من الاقتصاد القياسي هو دراسة طرق اختيار النماذج وتقديرها وتنفيذ الاستدلال عليها.
النماذج الاقتصادية القياسية الأكثر شيوعًا هي نماذج هيكلية، من حيث أنها تنقل المعلومات السببية والواقعية، وتستخدم لتقييم السياسات. على سبيل المثال، يمكن استخدام نموذج المعادلة للإنفاق الاستهلاكي على أساس الدخل لمعرفة الاستهلاك الذي سيتوقف على أي من مستويات الدخل الافتراضية المختلفة، والتي سينتهي بها الأمر في النهاية (اعتمادًا على اختيار السياسة المالية).

## النماذج الأساسية
بعض نماذج الاقتصاد القياسي الشائعة هي:
- الانحدارالخطي
- النماذج الخطية المعممة
- بروبيت
- لوجيت
- لبت
- ARIMA
- الاندماج المشترك

## استخدامها في صنع السياسات
تستخدم البنوك المركزية والحكومات نماذج شاملة لعلاقات الاقتصاد الكلي لتقييم وتوجيه السياسة الاقتصادية. أحد النماذج الاقتصادية القياسية الشهيرة من هذا النوع هو نموذج الاقتصاد القياسي لبنك الاحتياطي الفيدرالي.